# Нортуич
Нортуич (на английски: Northwich) е град в Западен Чешър и Честър в церемониалното графство Чешър, Англия. Намира се в сърцето на Чешърската равнина, при сливането на реките Уивър и Дейн. Градът е на около 29 km източно от Честър, 24 km южно от Уорингтън и 31 km южно от Манчестър.
Населението на Нортуич е 20 924 през 2021 г.

## История
Районът около Нортуич е експлоатиран за своите солници още от римско време, когато селището е било известно като Кондат. Градът е бил силно засегнат от добива на сол и слягането в миналото е било сериозен проблем. Работата по стабилизирането на мината е завършена през 2007 г.

## Известни личности

#### Родени в Нортуич:
- Питър Уорбъртън (1813 – 1889), английски военноморски офицер, пътешественик, изследовател на Австралия.

#### Починали в Нортуич:
- Итън Ходжкинсън (1789 – 1861), английски инженер, пионер в приложението на математиката към проблемите на структурния дизайн.

## Международни отношения
Нортуич е побратимен с:
- Дол, Франция
- Карлоу, Република Ирландия